# Eishockey-Nationalliga (Österreich) 1997/98
Die Saison 1997/98 der österreichischen Eishockey-Nationalliga wurde mit sechs Mannschaften ausgetragen. Titelverteidiger war der EHC Lustenau, der jedoch im Halbfinale ausschied. Neuer Meister wurde der DEK Klagenfurt.

## Teilnehmer
Nachdem im Vorjahr insgesamt vierzehn Mannschaften an der zweiten Spielklasse teilgenommen hatten, schrumpfte das Teilnehmerfeld auf nur noch sechs Teams. Vor allem die Tiroler Mannschaften kehrten der Liga den Rücken, um in der Tiroler Landesliga anzutreten. Aber auch einige andere Mannschaften zogen sich schließlich zurück, da die nicht mehr mögliche Ost-West-Teilung der Liga weite Reisewege erwarten ließ, und nahmen stattdessen an den jeweiligen Landesligen teil.

## Grunddurchgang

### Modus
Es wurde im Grunddurchgang eine doppelte Hin- und Rückrunde ausgetragen, wobei nach dem ersten Durchgang die erzielten Punkte halbiert wurden. Die besten vier Mannschaften qualifizierten sich für die Playoffs, die in Form von Best-of-five-Serien im Halbfinale (18. Februar bis 4. März 1998) und Finale (7. bis 21. März 1998) den Meister ermittelten.

### Abschlusstabelle
| Pl. | Team           | Sp | S  | U | N  | Tore    | Pkt |
| --- | -------------- | -- | -- | - | -- | ------- | --- |
| 1   | EK Zell am See | 20 | 14 | 4 | 2  | 111:580 | 26  |
| 2   | DEK Klagenfurt | 20 | 8  | 5 | 7  | 78:68   | 16  |
| 3   | EHC Lustenau   | 20 | 9  | 2 | 9  | 93:78   | 15  |
| 4   | EV Zeltweg     | 20 | 6  | 5 | 9  | 72:98   | 13  |
| 5   | EHC Linz       | 20 | 5  | 6 | 9  | 73:76   | 12  |
| 6   | EHC Donaustadt | 20 | 6  | 2 | 12 | 056:105 | 10  |

## Playoffs

### Halbfinale
| Serie                                 | Stand | Spiel 1   | Spiel 2 | Spiel 3 | Spiel 4 | Spiel 5   |
| ------------------------------------- | ----- | --------- | ------- | ------- | ------- | --------- |
| EK Zell am See (1) – EHC Lustenau (4) | 3:2   | 8:3       | 4:7     | 6:3     | 3:7     | 4:3 n. V. |
| DEK Klagenfurt (2) – EV Zeltweg (3)   | 3:0   | 4:3 n. V. | 4:3     | 5:4     |         |           |

### Finale
| Serie                                   | Stand | Spiel 1 | Spiel 2 | Spiel 3 | Spiel 4 | Spiel 5 |
| --------------------------------------- | ----- | ------- | ------- | ------- | ------- | ------- |
| EK Zell am See (1) – DEK Klagenfurt (2) | 2:3   | 0:5 *   | 4:3     | 1:2     | 7:4     | 5:7     |

Das erste Finalspiel (*) wurde aufgrund eines ungültigen Spielerpasses mit 0:5 strafverifiziert. In der Folge sicherte sich der DEK Klagenfurt in einer engen Finalserie seinen ersten und einzigen Meistertitel (nachdem der Vorläuferverein DSG Rotschitzen zuvor 1995 Oberliga-Meister geworden war).

## Meisterschaftsendstand
1. DEK Klagenfurt
2. EK Zell am See
3. EHC Lustenau
4. EV Zeltweg
5. EHC Linz
6. EHC Donaustadt

## Auf- und Abstieg
Meister DEK Klagenfurt verzichtete auf den Aufstieg in die Bundesliga. Neu in die Nationalliga hinzu kam der Kapfenberger SV, der sich aus der höchsten Liga zurückgezogen hatte. Außerdem stieg ein Nachwuchsteam der Kärntner Bundesliga-Klubs EC KAC und EC VSV unter dem Namen Team Telekom Austria in die Liga ein.